# Constanti Hungarorum
Constanti Hungarorum, en español, "A la constante [piedad] de los húngaros",  es la cuadragésima octava encíclica del papa León XIII, datada  el 2 de septiembre de 1893, dirigida al episcopado húngaro en ella trata sobre la iglesia en Hungría.

## Contexto histórico
El papa se había ya dirigido al episcopado húngaro con la encíclica Quod multum, del 6 de enero de 1886, con motivo  del tercer centenario de la liberación de la ciudad de Buda de su ocupación por los turcos. Con esa ocasión les señalaba algunos objetivos pastorales para superar los peligros que se presentan en ese momento para la iglesia y para la sociedad húngara.
Efectivamente, desde el compromiso austro-huúngaro que dio paso a la monarquía dual, el gobierno liberal de Hungría había impulsado algunas leyes que podían dañar a la religión, si los católicos no actuaban con firmeza en la defensa de su fe. Así la ley de la escuela común (1968), establecía que el carácter confesional o neutro de cada escuela debía ser decidido por la propia comunidad; en ese mismo año se dispuso que los hijos de los matrimonios mixtos debían seguir el credo del progenitor del mismo sexo. En el momento en que se publica esta encíclica se debatía en la Dieta la oblogatoriedad del matrimonio civil, que finalmente fue establecida en 1895.
Son cuestiones que la encíclica tiene bien presentes al orientar la labor pastoral del episcopado; las reuniones anuales de los católicos que aconseja el papa, tenían ya su precedente en el congreso de laicos y sacerdotes que habían trabajado, sin éxito ante la oposición del gobierno, por conseguir la autonomía de la iglesia católica, impedida porque se conservaba el derecho de patronato real, ejercido por el gobierno liberal, para impedir la intervención del papa en el nombramiento de los prelados. Estas circunstancias condujeron a la formación de un partido parlamentario católico, el Volkspartei (Partido Popular), que en las elecciones de 1906 obtuvo 36 escaños en la Dieta; así mismo los obispos, que estaban representados en la Cámara de los Magnates, se esforzaron por evitar las iniciativas legislativas dañosas para la religión.
Todavía, el 1 de mayo de 1896, el papa escribió una nueva encíclica Insignes Deo para felicitar a los húngaros con motivo del octavo centenario del año del establecimiento de los magiares en la actual Hungría.

## Contenido
Comienza la encíclica manifestando la unión y cariño existente entre los húngaros y los papas.

Constanti Hungarorum in hanc Apostolicam Sedem pietati observantiaeque paterna semper Pontificum romanorum benevolentia mutuo cumulateque respondit; Nosque ipsi praecipuae caritatis providentiaeque testimonia nunquam passi sumus a vobis, a gente vestra desiderari.
A la constante piedad y observancia del pueblo húngaro a la Sede Apóstolica ha correspondido siempre una benevolencia paterna de los Romanos Pontífices. Y  Nosotros mismos nunca hemos dejado que os faltase a vosotros y a vuestro pueblo testimonios de cariño y solicitud.

Recuerda el papa la encíclica que les envió con motivo del celebración del segundo centenario de la liberación de Buda el 2 de septiembre de 1686. pero su preocupación por los recientes acontecimientos le mueve a escribirles de nuevo, para exhortarles en el deber de todos los católicos a preservar la integridad de la religión en su país, y hacerlo unidos entre sí; sabiendo además que de ello no solo depende la salvación de las almas, sino también el bien de la sociedad civil. De este modo han actuado los húngaros a lo largo de la historia, como testimonia la fortaleza y constancia con que se opusieron que las repetidas incursiones de los tártaros y los feroces ataques de los musulmanes. 
Tras ese recuerdo histórico pasa el papa a referirse a aquellas cuestiones

más cercanas a nosotros, que llenaron de angustia nuestro corazón cuando las vimos, además, escritas en las leyes de Hungría. Como deploramos en otra ocasión, "son incompatibles con los derechos de la Iglesia, restringen su capacidad de acción y perjudican la profesión de la fe católica". En estos últimos años se han producido otros males, ya sean decretados o llevadas a cabo por la autoridad pública, no menos destructivas para la Iglesia y la fe católica.

Esa situación continúa, y aún puede empeorar, por esto es importante que todos los fieles -sacerdotes y laicos- comprender perfectamente, cómo deben actuar en estas circunstancias para no ofender los preceptos de la ley natural y divina. En este terreno moral han de seguir las cuestiones que se han establecido o prescrito por le Sede Apostólica.
En este sentido comienza la encíclica recordando que se debe amonestar a los fieles para que en la medida de los posible se abstengan de los matrimonios mixtos, por los peligros que comportan Pero, el mayor peligro para la religión en la situación actual de Hungría es que no se presente una defensa con firmeza la causa de la religión, Y de hecho, esto sucede y el papa se ve obligado a hablar con franqueza:

sucede muy a menudo [...], que algunos católicos, en el momento mismo en que deberían proteger y reivindicar los derechos de la Iglesia, guiados por una cierta apariencia de prudencia humana, se apartan del asunto o se muestran demasiado tímidos o demasiado sumisos. Es obvio que este procedimiento abre el camino a graves peligros, especialmente si involucra a quienes tienen autoridad o a quienes tienen mayor influencia en la formación de la opinión pública.

Una apatía o indiferencia que aprovecharán los enemigos de la Iglesia. Precisamente para mover a la actuación pública de los católicos, y consolidad la concordia entre ellos, es una buena experiencia que, bajo la dirección de la jerarquía, se tengan reuniones anuales de algunos católicos en que se estudien directivas comunes relativas a los asuntos católicos y al aumento de la actividad pública. La encíclica señala, a continuación, algunas cuestiones que deben cuidarse especialmente.
Es necesario contrarrestar el daño para la fe que pueden producir publicaciones de los enemigos de la Iglesia, con escritos que defiendan la cusa de la fe, que deben difundirse adecuadamente. En todo caso, el campo principal en que hay que actuar con celo y devoción es educación de los niños y adolescentes. El papa pide a los obispos que se mantengan vigilantes sobre el modo en que se imparte esa enseñanza en las escuelas católicas, puede interesar encomendar en cada diócesis a un supervisor que sigan esta cuestión y a los que los obispos puedan consultar anualmente para tomar las medidas necesarias, y -si es el caso- ampliar las escuelas existentes o promover otras más. Del mismo modo se debe cuidar este aspecto en las escuelas secundarias y de grado, garantizando que, de acuerdo con la voluntad de los fundadores de esos centros, los estudios se realizan bajo la autoridad de la Iglesia y los obispos. Pues, no sería justo negar a los católicos lo que se concede a los adversarios de la causa católica. 
Pide, además, el papa que de igual modo se cuiden estos aspectos en la formación de los seminarios:

Debéis esforzaros aún más en ellos para que sean dignos del sacerdocio y manifiesten virtudes propias de los tiempos. Por esta razón, los sagrados seminarios reclaman con razón la mayor parte de vuestra atención. Dirigirlos de la mejor manera posible y proporcionarles todo lo necesario para que, mediante la dedicación de maestros seleccionados, los seminaristas se formen en la moral y virtudes que requiere su orden y, además, en toda la belleza y gloria de la doctrina. tanto humana como divina.

En la actuación del clero debe guardar la unidad con el obispo, siguiendo sus directivas; guiados siempre en su labor pastoral por la caridad, cuidando no involucrarse en os asuntos civiles o políticos. Recuerda el papa el consejo de San Pablo, "Ninguno que milita se enreda en los negocios de la vida, a fin de agradar a aquel que lo tomó por soldado". Esto no quiere decir, que no deban atenderse de las cuestiones materiales, por ejemplo, los sacerdotes deberán atender las propiedades de la Iglesia y administrarlas cuidadosamente, pero tal como San Gregorio enseñó:  "a veces las ocupaciones mundanas deben tolerarse por compasión, pero nunca deben realizarse con pasión; no sea que, al agobiar la mente del amante, lo abrumen y le hagan hundirse bajo su peso desde el cielo hasta las profundidades".
El papa considera que es un buen momento para realizar las congregaciones y confradía de laícos, lo que redundará en bien de toda la religión, consolidará la unidad de los fieles con los pastores, Para defender adecuadamente la fe y la religión de los húngaros, impulsar el crecimiento de las instituciones católica y cuidar la disciplina del clero, recomienda a los obispos que mantengan entre ellos conferencias periódicas sobre estas cuestiones. Es necesario que todos los católicos se den cuenta del peligroso giro de los acontecimientos de su país. de modo que encuentren fortaleza en vuestros consejos y amonestaciones.